# 1849
Portal Geschichte | Portal Biografien | Aktuelle Ereignisse | Jahreskalender | Tagesartikel

◄ |
18. Jahrhundert |
19. Jahrhundert
| 20. Jahrhundert | ►

◄ |
1810er |
1820er |
1830er |
1840er
| 1850er | 1860er | 1870er | ►

◄◄ |
◄ |
1845 |
1846 |
1847 |
1848 |
1849
| 1850 | 1851 | 1852 | 1853 | ► | ►►
Staatsoberhäupter · Wahlen · Nekrolog   · Musikjahr
| Januar | Januar | Januar | Januar | Januar | Januar | Januar | Januar |
| Kw     | Mo     | Di     | Mi     | Do     | Fr     | Sa     | So     |
| ------ | ------ | ------ | ------ | ------ | ------ | ------ | ------ |
| 1      | 1      | 2      | 3      | 4      | 5      | 6      | 7      |
| 2      | 8      | 9      | 10     | 11     | 12     | 13     | 14     |
| 3      | 15     | 16     | 17     | 18     | 19     | 20     | 21     |
| 4      | 22     | 23     | 24     | 25     | 26     | 27     | 28     |
| 5      | 29     | 30     | 31     |        |        |        |        |

| Februar | Februar | Februar | Februar | Februar | Februar | Februar | Februar |
| Kw      | Mo      | Di      | Mi      | Do      | Fr      | Sa      | So      |
| ------- | ------- | ------- | ------- | ------- | ------- | ------- | ------- |
| 5       |         |         |         | 1       | 2       | 3       | 4       |
| 6       | 5       | 6       | 7       | 8       | 9       | 10      | 11      |
| 7       | 12      | 13      | 14      | 15      | 16      | 17      | 18      |
| 8       | 19      | 20      | 21      | 22      | 23      | 24      | 25      |
| 9       | 26      | 27      | 28      |         |         |         |         |

| März | März | März | März | März | März | März | März |
| Kw   | Mo   | Di   | Mi   | Do   | Fr   | Sa   | So   |
| ---- | ---- | ---- | ---- | ---- | ---- | ---- | ---- |
| 9    |      |      |      | 1    | 2    | 3    | 4    |
| 10   | 5    | 6    | 7    | 8    | 9    | 10   | 11   |
| 11   | 12   | 13   | 14   | 15   | 16   | 17   | 18   |
| 12   | 19   | 20   | 21   | 22   | 23   | 24   | 25   |
| 13   | 26   | 27   | 28   | 29   | 30   | 31   |      |

| April | April | April | April | April | April | April | April |
| Kw    | Mo    | Di    | Mi    | Do    | Fr    | Sa    | So    |
| ----- | ----- | ----- | ----- | ----- | ----- | ----- | ----- |
| 13    |       |       |       |       |       |       | 1     |
| 14    | 2     | 3     | 4     | 5     | 6     | 7     | 8     |
| 15    | 9     | 10    | 11    | 12    | 13    | 14    | 15    |
| 16    | 16    | 17    | 18    | 19    | 20    | 21    | 22    |
| 17    | 23    | 24    | 25    | 26    | 27    | 28    | 29    |
| 18    | 30    |       |       |       |       |       |       |

| Mai | Mai | Mai | Mai | Mai | Mai | Mai | Mai |
| Kw  | Mo  | Di  | Mi  | Do  | Fr  | Sa  | So  |
| --- | --- | --- | --- | --- | --- | --- | --- |
| 18  |     | 1   | 2   | 3   | 4   | 5   | 6   |
| 19  | 7   | 8   | 9   | 10  | 11  | 12  | 13  |
| 20  | 14  | 15  | 16  | 17  | 18  | 19  | 20  |
| 21  | 21  | 22  | 23  | 24  | 25  | 26  | 27  |
| 22  | 28  | 29  | 30  | 31  |     |     |     |

| Juni | Juni | Juni | Juni | Juni | Juni | Juni | Juni |
| Kw   | Mo   | Di   | Mi   | Do   | Fr   | Sa   | So   |
| ---- | ---- | ---- | ---- | ---- | ---- | ---- | ---- |
| 22   |      |      |      |      | 1    | 2    | 3    |
| 23   | 4    | 5    | 6    | 7    | 8    | 9    | 10   |
| 24   | 11   | 12   | 13   | 14   | 15   | 16   | 17   |
| 25   | 18   | 19   | 20   | 21   | 22   | 23   | 24   |
| 26   | 25   | 26   | 27   | 28   | 29   | 30   |      |

| Juli | Juli | Juli | Juli | Juli | Juli | Juli | Juli |
| Kw   | Mo   | Di   | Mi   | Do   | Fr   | Sa   | So   |
| ---- | ---- | ---- | ---- | ---- | ---- | ---- | ---- |
| 26   |      |      |      |      |      |      | 1    |
| 27   | 2    | 3    | 4    | 5    | 6    | 7    | 8    |
| 28   | 9    | 10   | 11   | 12   | 13   | 14   | 15   |
| 29   | 16   | 17   | 18   | 19   | 20   | 21   | 22   |
| 30   | 23   | 24   | 25   | 26   | 27   | 28   | 29   |
| 31   | 30   | 31   |      |      |      |      |      |

| August | August | August | August | August | August | August | August |
| Kw     | Mo     | Di     | Mi     | Do     | Fr     | Sa     | So     |
| ------ | ------ | ------ | ------ | ------ | ------ | ------ | ------ |
| 31     |        |        | 1      | 2      | 3      | 4      | 5      |
| 32     | 6      | 7      | 8      | 9      | 10     | 11     | 12     |
| 33     | 13     | 14     | 15     | 16     | 17     | 18     | 19     |
| 34     | 20     | 21     | 22     | 23     | 24     | 25     | 26     |
| 35     | 27     | 28     | 29     | 30     | 31     |        |        |

| September | September | September | September | September | September | September | September |
| Kw        | Mo        | Di        | Mi        | Do        | Fr        | Sa        | So        |
| --------- | --------- | --------- | --------- | --------- | --------- | --------- | --------- |
| 35        |           |           |           |           |           | 1         | 2         |
| 36        | 3         | 4         | 5         | 6         | 7         | 8         | 9         |
| 37        | 10        | 11        | 12        | 13        | 14        | 15        | 16        |
| 38        | 17        | 18        | 19        | 20        | 21        | 22        | 23        |
| 39        | 24        | 25        | 26        | 27        | 28        | 29        | 30        |

| Oktober | Oktober | Oktober | Oktober | Oktober | Oktober | Oktober | Oktober |
| Kw      | Mo      | Di      | Mi      | Do      | Fr      | Sa      | So      |
| ------- | ------- | ------- | ------- | ------- | ------- | ------- | ------- |
| 40      | 1       | 2       | 3       | 4       | 5       | 6       | 7       |
| 41      | 8       | 9       | 10      | 11      | 12      | 13      | 14      |
| 42      | 15      | 16      | 17      | 18      | 19      | 20      | 21      |
| 43      | 22      | 23      | 24      | 25      | 26      | 27      | 28      |
| 44      | 29      | 30      | 31      |         |         |         |         |

| November | November | November | November | November | November | November | November |
| Kw       | Mo       | Di       | Mi       | Do       | Fr       | Sa       | So       |
| -------- | -------- | -------- | -------- | -------- | -------- | -------- | -------- |
| 44       |          |          |          | 1        | 2        | 3        | 4        |
| 45       | 5        | 6        | 7        | 8        | 9        | 10       | 11       |
| 46       | 12       | 13       | 14       | 15       | 16       | 17       | 18       |
| 47       | 19       | 20       | 21       | 22       | 23       | 24       | 25       |
| 48       | 26       | 27       | 28       | 29       | 30       |          |          |

| Dezember | Dezember | Dezember | Dezember | Dezember | Dezember | Dezember | Dezember |
| Kw       | Mo       | Di       | Mi       | Do       | Fr       | Sa       | So       |
| -------- | -------- | -------- | -------- | -------- | -------- | -------- | -------- |
| 48       |          |          |          |          |          | 1        | 2        |
| 49       | 3        | 4        | 5        | 6        | 7        | 8        | 9        |
| 50       | 10       | 11       | 12       | 13       | 14       | 15       | 16       |
| 51       | 17       | 18       | 19       | 20       | 21       | 22       | 23       |
| 52       | 24       | 25       | 26       | 27       | 28       | 29       | 30       |
| 1        | 31       |          |          |          |          |          |          |

| Januar | Januar | Januar | Januar | Januar | Januar | Januar | Januar |
| Kw     | Mo     | Di     | Mi     | Do     | Fr     | Sa     | So     |
| ------ | ------ | ------ | ------ | ------ | ------ | ------ | ------ |
| 1      | 1      | 2      | 3      | 4      | 5      | 6      | 7      |
| 2      | 8      | 9      | 10     | 11     | 12     | 13     | 14     |
| 3      | 15     | 16     | 17     | 18     | 19     | 20     | 21     |
| 4      | 22     | 23     | 24     | 25     | 26     | 27     | 28     |
| 5      | 29     | 30     | 31     |        |        |        |        |

| Februar | Februar | Februar | Februar | Februar | Februar | Februar | Februar |
| Kw      | Mo      | Di      | Mi      | Do      | Fr      | Sa      | So      |
| ------- | ------- | ------- | ------- | ------- | ------- | ------- | ------- |
| 5       |         |         |         | 1       | 2       | 3       | 4       |
| 6       | 5       | 6       | 7       | 8       | 9       | 10      | 11      |
| 7       | 12      | 13      | 14      | 15      | 16      | 17      | 18      |
| 8       | 19      | 20      | 21      | 22      | 23      | 24      | 25      |
| 9       | 26      | 27      | 28      |         |         |         |         |

| März | März | März | März | März | März | März | März |
| Kw   | Mo   | Di   | Mi   | Do   | Fr   | Sa   | So   |
| ---- | ---- | ---- | ---- | ---- | ---- | ---- | ---- |
| 9    |      |      |      | 1    | 2    | 3    | 4    |
| 10   | 5    | 6    | 7    | 8    | 9    | 10   | 11   |
| 11   | 12   | 13   | 14   | 15   | 16   | 17   | 18   |
| 12   | 19   | 20   | 21   | 22   | 23   | 24   | 25   |
| 13   | 26   | 27   | 28   | 29   | 30   | 31   |      |

| April | April | April | April | April | April | April | April |
| Kw    | Mo    | Di    | Mi    | Do    | Fr    | Sa    | So    |
| ----- | ----- | ----- | ----- | ----- | ----- | ----- | ----- |
| 13    |       |       |       |       |       |       | 1     |
| 14    | 2     | 3     | 4     | 5     | 6     | 7     | 8     |
| 15    | 9     | 10    | 11    | 12    | 13    | 14    | 15    |
| 16    | 16    | 17    | 18    | 19    | 20    | 21    | 22    |
| 17    | 23    | 24    | 25    | 26    | 27    | 28    | 29    |
| 18    | 30    |       |       |       |       |       |       |

| Mai | Mai | Mai | Mai | Mai | Mai | Mai | Mai |
| Kw  | Mo  | Di  | Mi  | Do  | Fr  | Sa  | So  |
| --- | --- | --- | --- | --- | --- | --- | --- |
| 18  |     | 1   | 2   | 3   | 4   | 5   | 6   |
| 19  | 7   | 8   | 9   | 10  | 11  | 12  | 13  |
| 20  | 14  | 15  | 16  | 17  | 18  | 19  | 20  |
| 21  | 21  | 22  | 23  | 24  | 25  | 26  | 27  |
| 22  | 28  | 29  | 30  | 31  |     |     |     |

| Juni | Juni | Juni | Juni | Juni | Juni | Juni | Juni |
| Kw   | Mo   | Di   | Mi   | Do   | Fr   | Sa   | So   |
| ---- | ---- | ---- | ---- | ---- | ---- | ---- | ---- |
| 22   |      |      |      |      | 1    | 2    | 3    |
| 23   | 4    | 5    | 6    | 7    | 8    | 9    | 10   |
| 24   | 11   | 12   | 13   | 14   | 15   | 16   | 17   |
| 25   | 18   | 19   | 20   | 21   | 22   | 23   | 24   |
| 26   | 25   | 26   | 27   | 28   | 29   | 30   |      |

| Juli | Juli | Juli | Juli | Juli | Juli | Juli | Juli |
| Kw   | Mo   | Di   | Mi   | Do   | Fr   | Sa   | So   |
| ---- | ---- | ---- | ---- | ---- | ---- | ---- | ---- |
| 26   |      |      |      |      |      |      | 1    |
| 27   | 2    | 3    | 4    | 5    | 6    | 7    | 8    |
| 28   | 9    | 10   | 11   | 12   | 13   | 14   | 15   |
| 29   | 16   | 17   | 18   | 19   | 20   | 21   | 22   |
| 30   | 23   | 24   | 25   | 26   | 27   | 28   | 29   |
| 31   | 30   | 31   |      |      |      |      |      |

| August | August | August | August | August | August | August | August |
| Kw     | Mo     | Di     | Mi     | Do     | Fr     | Sa     | So     |
| ------ | ------ | ------ | ------ | ------ | ------ | ------ | ------ |
| 31     |        |        | 1      | 2      | 3      | 4      | 5      |
| 32     | 6      | 7      | 8      | 9      | 10     | 11     | 12     |
| 33     | 13     | 14     | 15     | 16     | 17     | 18     | 19     |
| 34     | 20     | 21     | 22     | 23     | 24     | 25     | 26     |
| 35     | 27     | 28     | 29     | 30     | 31     |        |        |

| September | September | September | September | September | September | September | September |
| Kw        | Mo        | Di        | Mi        | Do        | Fr        | Sa        | So        |
| --------- | --------- | --------- | --------- | --------- | --------- | --------- | --------- |
| 35        |           |           |           |           |           | 1         | 2         |
| 36        | 3         | 4         | 5         | 6         | 7         | 8         | 9         |
| 37        | 10        | 11        | 12        | 13        | 14        | 15        | 16        |
| 38        | 17        | 18        | 19        | 20        | 21        | 22        | 23        |
| 39        | 24        | 25        | 26        | 27        | 28        | 29        | 30        |

| Oktober | Oktober | Oktober | Oktober | Oktober | Oktober | Oktober | Oktober |
| Kw      | Mo      | Di      | Mi      | Do      | Fr      | Sa      | So      |
| ------- | ------- | ------- | ------- | ------- | ------- | ------- | ------- |
| 40      | 1       | 2       | 3       | 4       | 5       | 6       | 7       |
| 41      | 8       | 9       | 10      | 11      | 12      | 13      | 14      |
| 42      | 15      | 16      | 17      | 18      | 19      | 20      | 21      |
| 43      | 22      | 23      | 24      | 25      | 26      | 27      | 28      |
| 44      | 29      | 30      | 31      |         |         |         |         |

| November | November | November | November | November | November | November | November |
| Kw       | Mo       | Di       | Mi       | Do       | Fr       | Sa       | So       |
| -------- | -------- | -------- | -------- | -------- | -------- | -------- | -------- |
| 44       |          |          |          | 1        | 2        | 3        | 4        |
| 45       | 5        | 6        | 7        | 8        | 9        | 10       | 11       |
| 46       | 12       | 13       | 14       | 15       | 16       | 17       | 18       |
| 47       | 19       | 20       | 21       | 22       | 23       | 24       | 25       |
| 48       | 26       | 27       | 28       | 29       | 30       |          |          |

| Dezember | Dezember | Dezember | Dezember | Dezember | Dezember | Dezember | Dezember |
| Kw       | Mo       | Di       | Mi       | Do       | Fr       | Sa       | So       |
| -------- | -------- | -------- | -------- | -------- | -------- | -------- | -------- |
| 48       |          |          |          |          |          | 1        | 2        |
| 49       | 3        | 4        | 5        | 6        | 7        | 8        | 9        |
| 50       | 10       | 11       | 12       | 13       | 14       | 15       | 16       |
| 51       | 17       | 18       | 19       | 20       | 21       | 22       | 23       |
| 52       | 24       | 25       | 26       | 27       | 28       | 29       | 30       |
| 1        | 31       |          |          |          |          |          |          |

## Ereignisse

### Politik und Weltgeschehen

#### Kaisertum Österreich/Italien
- 9. Februar: Im Kirchenstaat ruft im Rahmen des Risorgimento Giuseppe Mazzini die Römische Republik aus. Sie wird umgehend durch das Eingreifen französischer und spanischer Truppen bis zum 3. Juli gewaltsam niedergeschlagen.
- 7. März: Nach Erlass der Oktroyierten Verfassung im Kaisertum Österreich durch Kaiser Franz Joseph I. wird der Reichstag in Österreich-Ungarn gewaltsam aufgelöst.
- 12. März: Das Königreich Sardinien-Piemont erklärt Österreich den Krieg, weil Deputiertenkammer und das Volk eine Fortsetzung des Unabhängigkeitskampfes in Norditalien während des Risorgimento wünschen.

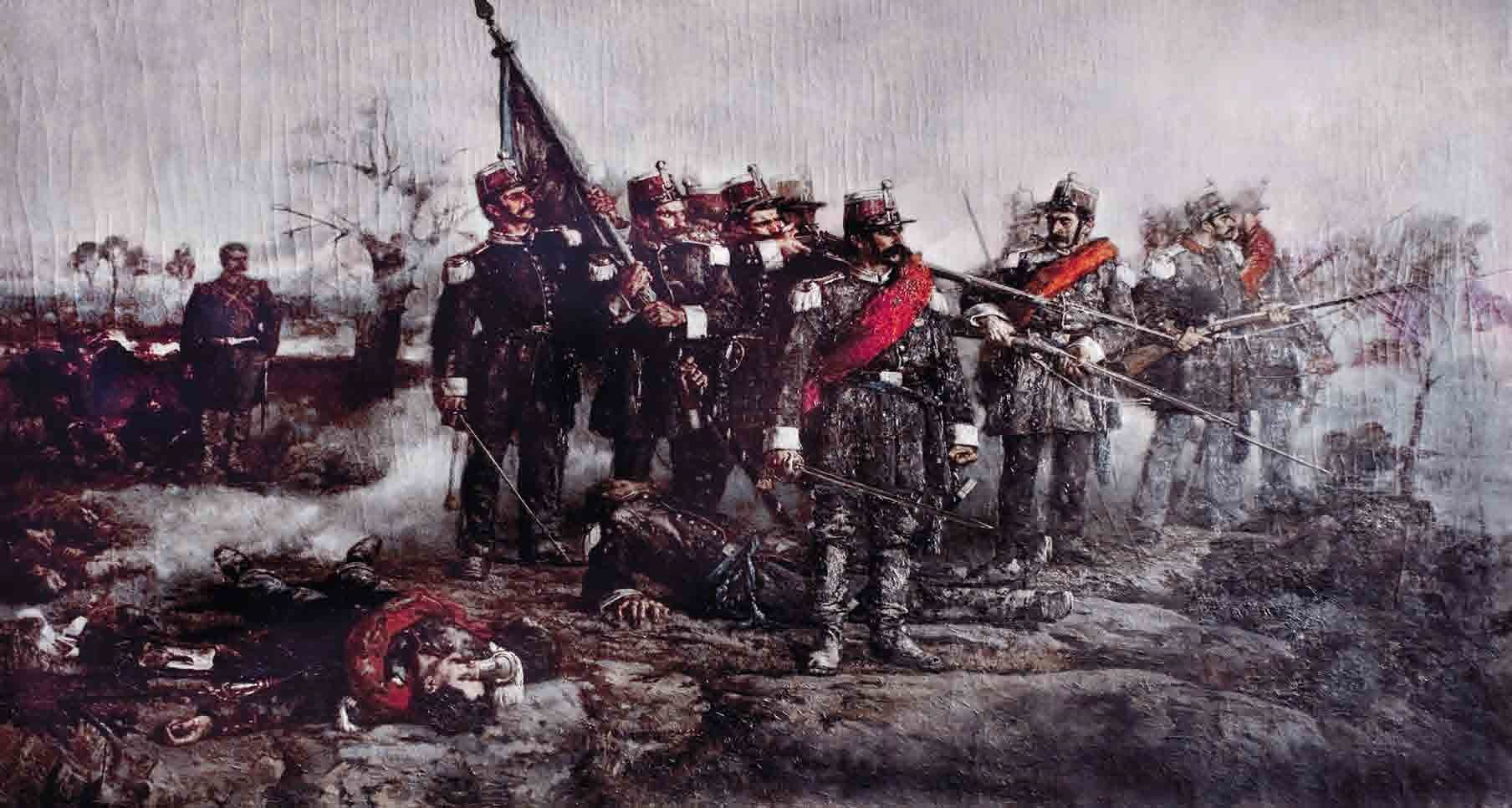
Schlacht bei Novara, Gemälde von Giuseppe Ferrari

- 23. März: Italienische Aufständische unter Führung des polnischen Generals Wojciech Chrzanowski erleiden in der Schlacht bei Novara eine Niederlage. Die Österreicher, deren Heer der Feldmarschall Josef Graf Radetzky befehligt, behalten ihre Dominanz in Norditalien und verzögern das Risorgimento.

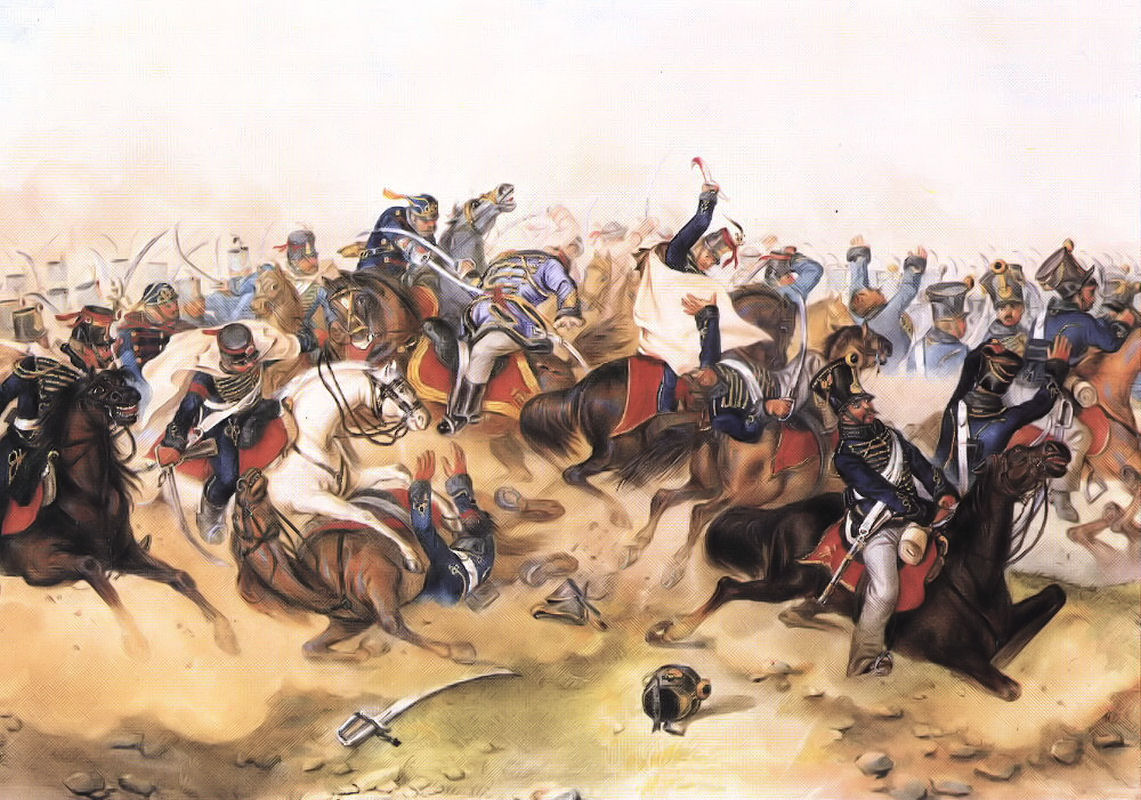
Schlacht bei Tápióbicske

- 4. April: In der Ungarischen Revolution gehen die Rebellen aus der Schlacht bei Tápióbicske siegreich gegenüber den österreichischen Truppen hervor.
- 3. Juli: Französische und spanische Interventionstruppen erobern Rom, um Papst Pius IX. wieder zu weltlicher Macht zu verhelfen. Die Römische Republik wird gewaltsam abgeschafft.
- 5. August: Die kaiserlich österreichischen und russischen Truppen unter Oberbefehl von Julius von Haynau greifen die ungarische Abwehrstellung im Brückenkopf bei Szőreg an und besiegen die Ungarn unter General Henryk Dembiński in Schlacht von Szőreg. Die Niederlage ist trotz der geringen Verluste für das Insurgenten-Heer schwerwiegend, weil dadurch die Moral der besiegten Truppen untergraben und der Weg zum Entsatz des belagerten Temesvár frei wird.

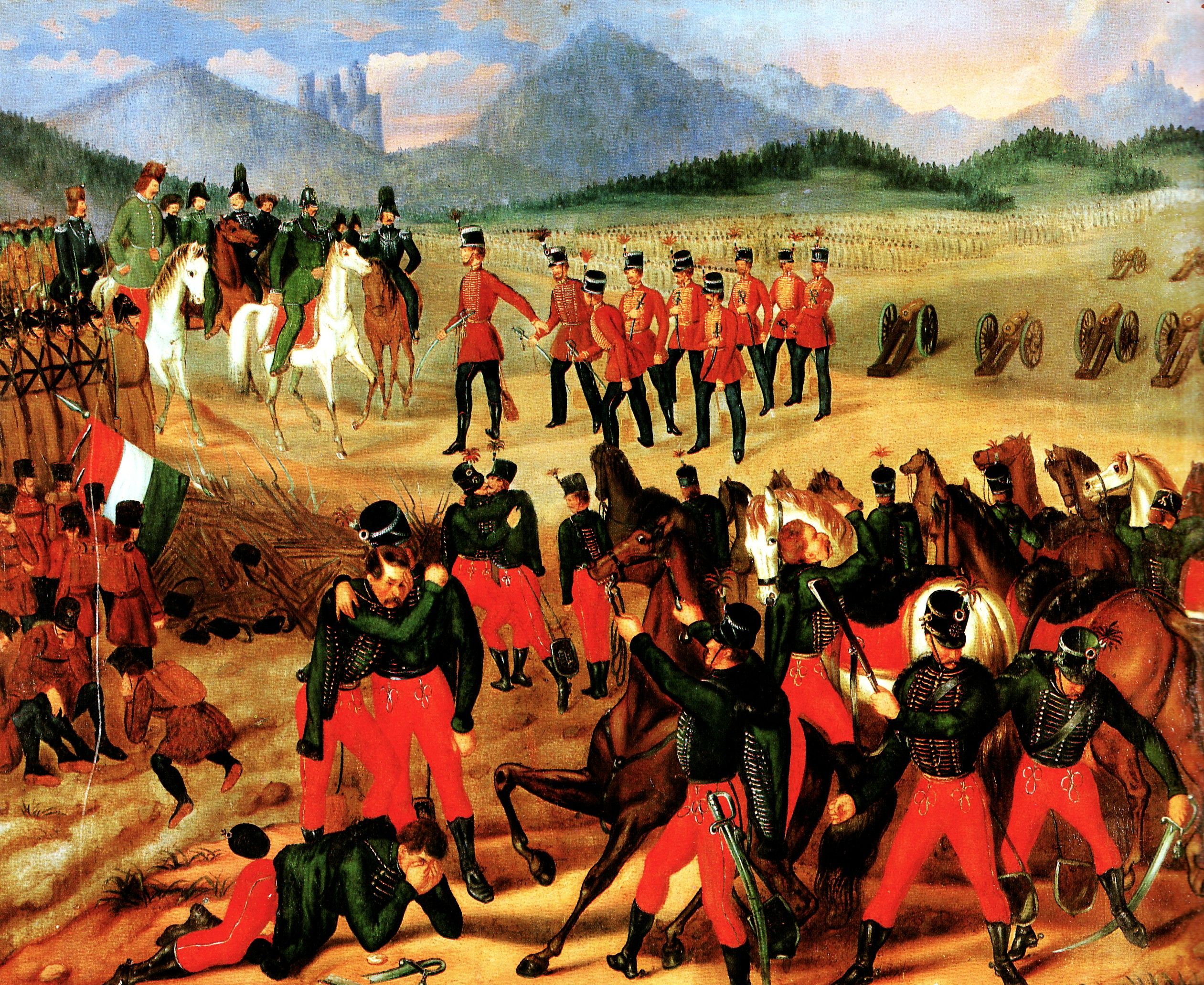
Kapitulation der ungarischen Armee

- 13. August: Im Unabhängigkeitskrieg in Ungarn kapituliert die Armee unter General Artur Görgey gegenüber russischen Truppen. Im Rahmen der Heiligen Allianz schlagen diese gemeinsam mit österreichischen Einheiten die Revolution der Magyaren nieder.
- 6. Oktober: Auf Betreiben des Grafen Haynau wird Ludwig Batthyány, im Zuge der Ungarischen Revolution erster ungarischer Ministerpräsident, in Pest erschossen; am selben Tag werden 13 Anführer des Aufstands gegen das Kaisertum Österreich in Arad hingerichtet.
- 18. November: Das Königreich Kroatien und Slawonien wird von Ungarn abgetrennt und separates Kronland in der Habsburgermonarchie. Die Treue der Illyrischen Bewegung zur Habsburger Regierung in den Revolutionswirren wird damit honoriert.

#### Dänemark/Deutscher Bund
- 22. Februar: Die dänische Kündigung des Waffenstillstands von Malmö lässt den Schleswig-Holsteinischen Krieg wieder aufflammen.
- 4. März: Die oktroyierte österreichische Reichsverfassung macht Kroatien, Slawonien und Dalmatien zu einem eigenen Kronland Österreichs mit einem Ban als Statthalter.
- 13. März: An der Volksversammlung auf dem Judenbühl in Nürnberg nehmen etwa 30.000 Menschen teil.
- 27. März: Die Frankfurter Nationalversammlung beschließt die Paulskirchenverfassung.
- 28. März: Friedrich Wilhelm IV. von Preußen wird von der Frankfurter Nationalversammlung zum Deutschen Kaiser gewählt.
- 3. April: Ablehnung der Kaiserkrone durch Friedrich Wilhelm IV. gegenüber der Kaiserdeputation
- 5. April: Gefecht bei Eckernförde im Rahmen des Schleswig-Holsteinischen Krieges
- 3. Mai: Der beginnende Dresdner Maiaufstand zielt auf den Sturz von König Friedrich August II. von Sachsen und die Errichtung einer Republik. Der am 4. Mai eintreffende russische Anarchist Michail Bakunin setzt sich an die Spitze der Revolutionäre, zu denen auch Gottfried Semper und Richard Wagner zählen.
- 6. Mai: Domvikar Adolph Kolping gründet mit sieben Gesellen in der Kolumbaschule den Kölner Gesellenverein, Karl Marx verkündet am gleichen Tag im überfüllten Saal des Gürzenich sein Manifest der Kommunistischen Partei.
- 11. Mai: Badische Revolution – In der Festung Rastatt meutern Soldaten. Der Aufstand weitet sich landesweit aus und zwingt Großherzog Leopold wenige Tage danach zur Flucht aus Karlsruhe.
- 26. Mai: Preußen, Sachsen und Hannover schließen das Dreikönigsbündnis mit dem Ziel der Gründung eines Bundesstaates. Das Projekt erhält später die Bezeichnung Erfurter Union.
- 30. Mai: In Preußen wird das Dreiklassenwahlrecht eingeführt; die ausschließlich männlichen Wähler werden nach Höhe ihrer Steuerleistung in drei Klassen eingeteilt und haben so ein sehr unterschiedliches Stimmengewicht.
- 31. Mai: Märzrevolution: letzte Sitzung der deutschen Nationalversammlung in Frankfurt am Main, anschließend Umzug als Rumpfparlament nach Stuttgart
- 4. Juni: Im Schleswig-Holsteinischen Krieg liefern sich deutsche und dänische Schiffe das Seegefecht bei Helgoland, das einzige der deutschen Reichsflotte.
- 5. Juni: 1. Verfassung in Dänemark
- 18. Juni: Das nach Stuttgart ausgewichene Rumpfparlament der Frankfurter Nationalversammlung wird durch militärische Gewalt aufgelöst. Nichtwürttembergische Abgeordnete werden des Landes verwiesen.
- 23. Juli: Rastatt wird von preußischen Truppen eingenommen. Der nach dem Heckeraufstand erneute Versuch, im Großherzogtum Baden eine Republik zu errichten, ist wiederum gescheitert.
- 5. Dezember: Einführung des Dreiklassenwahlrechts in Preußen

#### Weitere Ereignisse in Europa
- 18. Juni: Regierungswechsel in Portugal. Trotz großer Proteste ernennt Königin Maria II. den Markgrafen von Tomar erneut als Nachfolger des Herzogs von Saldanha zum Ministerpräsidenten.
- Zwischen 7. August und 20. Oktober werden in Rastatt 19 deutsche / badische Revolutionäre von 1848 nach Standgerichtsurteilen erschossen.[1]
- 22. Dezember: Eine Begnadigung durch Zar Nikolaus I. rettet den Schriftsteller Fjodor Michailowitsch Dostojewski vor dem angetretenen Erschießungspeloton.

#### Australien
- 13. Februar: Das erste deutsche Schiff mit Auswanderern nach Australien, die Goddefroy, kommt in Melbourne an. Unter den Forty-Eighters befinden sich viele nach der Deutschen Revolution politisch Verfolgte.

#### Asien
- 21. Februar: Das Heer der Sikhs verliert die Schlacht von Gujarat gegen die britischen Truppen unter Hugh Gough. Ihr Reich im Punjab wird in der Folge nach Britisch-Indien eingegliedert.
- 29. März: Das Pandschab mit seiner Hauptstadt Lahore wird Teil des britischen Weltreichs.

#### Amerika

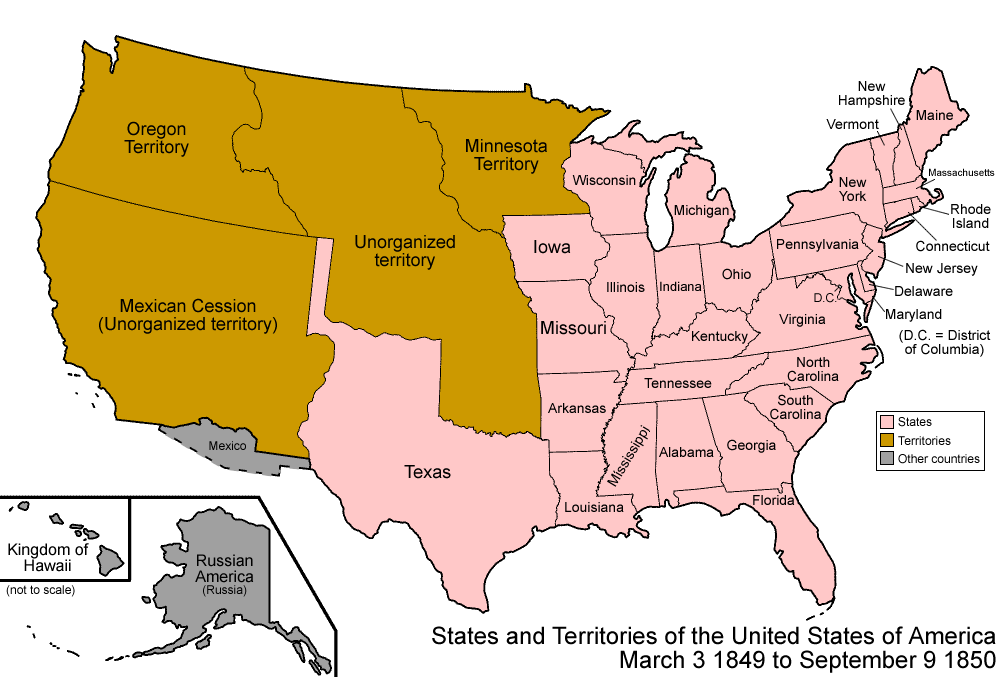
Vereinigte Staaten 1849

- 5. März: Zachary Taylor wird als 12. Präsident der Vereinigten Staaten vereidigt, er löst James K. Polk ab.

### Wirtschaft

#### Geld- und Postwesen
- 1. Januar: Die Schweizerische Post wird gegründet, der der Transport von Briefen, Paketen, Geldsendungen und Personen obliegt.
- 3. März: Der US-Kongress gestattet der United States Mint das Prägen von Goldmünzen im Nennwert von einem und von zwanzig US-Dollar.
- 1. November: Als erstes deutsches Land gibt das Königreich Bayern eine Briefmarke heraus.

#### Nachrichtenwesen

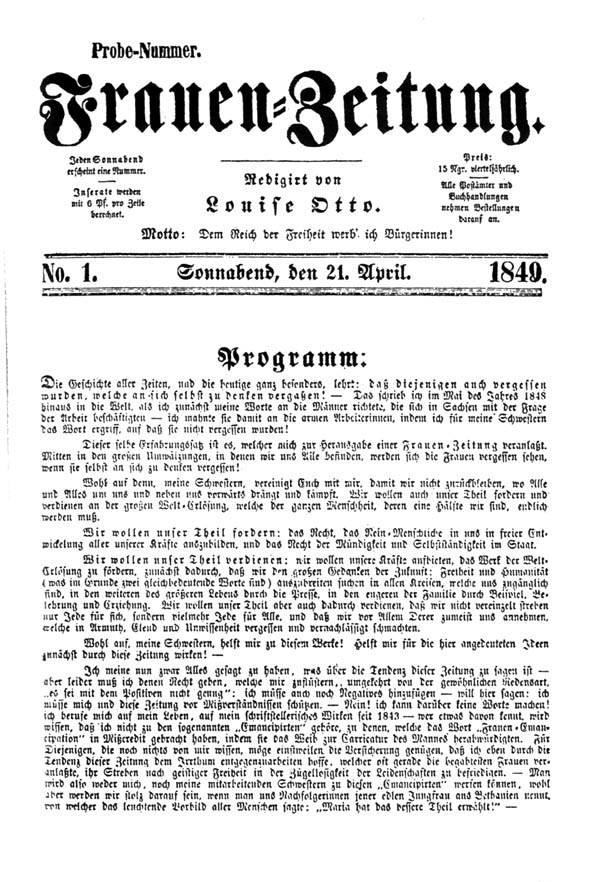
Frauen-Zeitung; Titelseite der Probenummer von 1849

- 21. April: In Großenhain/Sachsen erscheint die erste Ausgabe der von Louise Otto gegründeten Frauen-Zeitung.

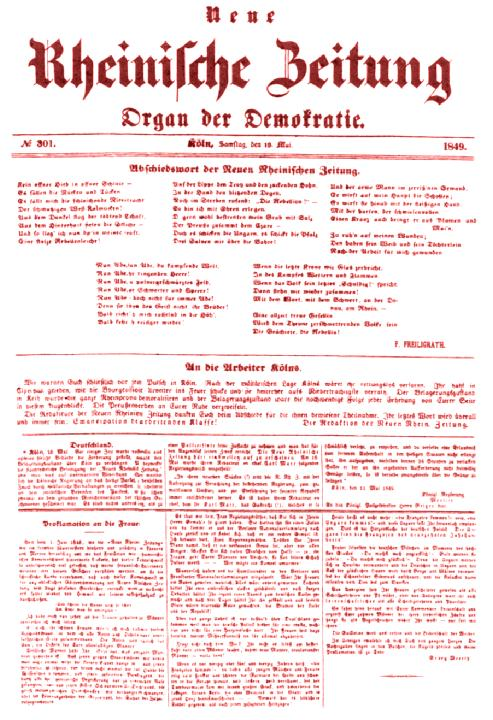
Letzte Neue Rheinische Zeitung

- 19. Mai: Die von Karl Marx in Köln herausgegebene Neue Rheinische Zeitung stellt nach dem Scheitern der Märzrevolution in der preußischen Rheinprovinz ihr Erscheinen ein.
- 1. Juni: Karl Thienemann gründet in Stuttgart den Thienemann Verlag.
- 27. November: Bernhard Wolff gründet das Telegraphische Correspondenz-Bureau in Berlin als Nachrichtenbüro für die Presse. Es handelt sich um die erste deutsche und eine der ersten Nachrichtenagenturen Europas.

#### Patente
- 10. April: Walter Hunt erhält das Patent auf die von ihm erfundene Sicherheitsnadel.

#### Verkehr

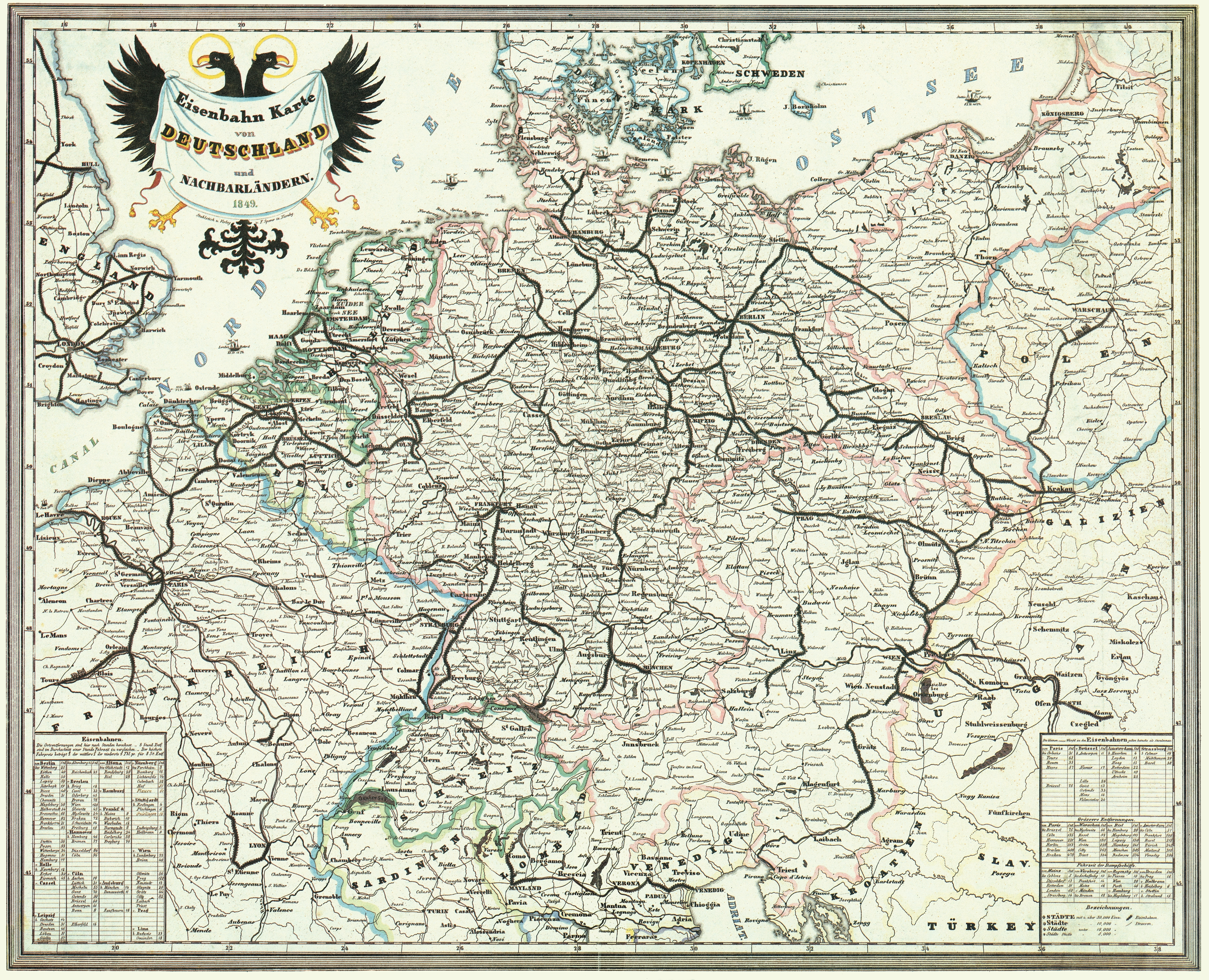
Das deutsche Eisenbahnnetz 1849

- 25. September: Mit der Eröffnung des Abschnitts Eisenach–Gerstungen ist die von der Thüringischen Eisenbahn-Gesellschaft errichtete Gesamtstrecke der Thüringer Bahn fertiggestellt.
- 1. Dezember: Die Bahnstrecke Nördlingen–Pleinfeld wird eröffnet.

### Wissenschaft und Technik
- 12. April: Der italienische Astronom Annibale de Gasparis sichtet als Erster Hygiea, den drittgrößten Asteroiden.
- 26. April: Der irische Astronom William Parsons findet im Sternbild Jungfrau die Galaxie NGC 5569.
- 18. Juli: In Montevideo wird die Universidad de la República gegründet, die erste öffentliche Hochschule Uruguays.
- 21. Juli: Erstmals wird ein Ballon von einem Schiff aus gestartet. Die österreichische Marine will aus der Luft bei der Bekämpfung der Repubblica di San Marco Bomben auf Venedig werfen. Schlechte Windverhältnisse vereiteln jedoch den Abwurf.
- 15. November: Gründung der „kaiserlich-königlichen Geologischen Reichsanstalt“ (heute: Geologische Bundesanstalt) durch Kaiser Franz Joseph I.
- James B. Francis entwickelt die Francis-Turbine.

### Kultur

#### Musik und Theater
- 9. März: Die komische Oper Die lustigen Weiber von Windsor von Otto Nicolai mit dem Libretto von Salomon Hermann Mosenthal nach der gleichnamigen Komödie von William Shakespeare hat am Königlichen Opernhaus in Berlin ihre Uraufführung. Das Werk, das vom Komponisten selbst dirigiert wird, feiert sofort einen fulminanten Erfolg.
- 16. April: Die Uraufführung der Oper Le prophète (Der Prophet) von Giacomo Meyerbeer mit dem Libretto von Eugène Scribe und Émile Deschamps erfolgt an der Grand Opéra Paris.

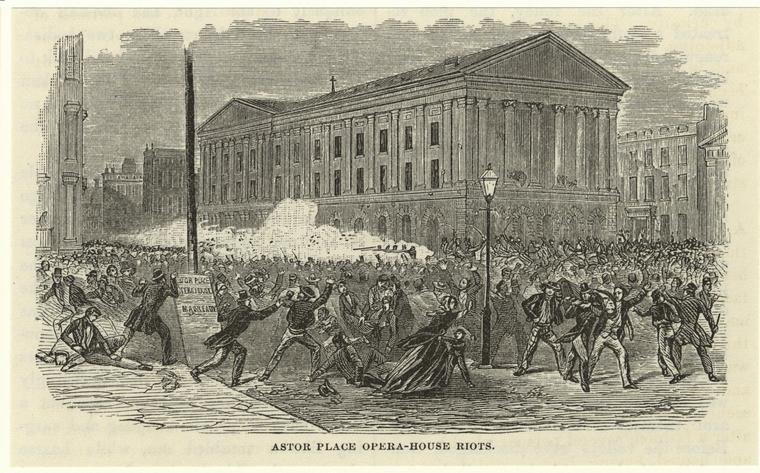
Astor Place Riot (zeitgenössische Darstellung)

- 10. Mai: Anlässlich einer Aufführung des Theaterstücks Macbeth von William Shakespeare in New York entzündet sich der Astor Place Riot. Die Krawalle forderten mindestens 25 Tote und über 120 Verletzte. Auslöser des Aufruhrs ist die Konkurrenz der Schauspieler Edwin Forrest und William Charles Macready, im Hintergrund stehen soziale Spannungen und anti-britische Ressentiments.
- 1. Oktober: Die Uraufführung der komischen Oper La fée aux roses von Fromental Halévy findet an der Opéra-Comique in Paris statt.
- 17. November: Das Theaterstück Höllenangst von Johann Nestroy wird am Carl-Theater in Wien uraufgeführt. Die zeitgenössischen Kommentare sind durchwegs negativ und auch das Publikum verhält sich dem Stück gegenüber ablehnend.

### Gesellschaft
- 6. Mai: Adolph Kolping gründet in Köln einen katholischen Gesellenverein.
- 16. Oktober: Gründung des bischöflichen Internatsgymnasiums Collegium Augustinianum Gaesdonck
- Die Londoner Hutmacher Thomas und William Bowler fertigen erstmals eine sogenannte Melone.

### Religion
- 8. Dezember: In der Enzyklika Nostis et nobiscum geht Papst Pius IX. auf Entwicklungen in Italien ein und wendet sich gegen die Theorien des Sozialismus und des Kommunismus.

### Katastrophen
- Ende der „Großen Hungersnot“ (Great Famine) in Irland

### Sport
- 18. Februar: In Bochum wird der Bochumer Turnverein gegründet.

## Geboren

### Januar/Februar
- 01. Januar: Arthur Hartmann, deutscher HNO-Arzt und Hochschullehrer († 1931)
- 01. Januar: Friedrich von Puteani, tschechischer Maler und Radierer († 1917)
- 02. Januar: Benjamin F. Alexander, US-amerikanischer Politiker († 1911)
- 02. Januar: Heinrich von Mendel-Steinfels, preußischer Landesökonomierat und Mitglied des preußischen Abgeordnetenhauses († 1902)
- 03. Januar: Ernest Denis, französischer Historiker († 1921)
- 03. Januar: Carl Wuttke, deutscher Landschaftsmaler († 1927)
- 04. Januar: Helene von Lebbin, deutsche Salonière († 1915)
- 05. Januar: Jethro Teall, britischer Geologe († 1924)
- 06. Januar: Wilhelm Idel, deutscher Heimatforscher und Dichter († 1927)
- 07. Januar: Albert von Koller, General der Infanterie der österreichisch-ungarischen Streitkräfte († 1942)
- 07. Januar: Albert Locher, Schweizer Politiker und Landwirt († 1914)
- 08. Januar: Stepan Ossipowitsch Makarow, russischer Admiral und Polarforscher († 1904)
- 08. Januar: John McLaughlin, kanadischer Politiker  († 1911)
- 09. Januar: John Hartley, englischer Tennisspieler († 1935)
- 09. Januar: Gaetano Koch, italienischer Architekt des Historismus († 1910)
- 09. Januar: Laura Kieler, dänisch-norwegische Schriftstellerin († 1932)
- 10. Januar: Robert Crosbie, kanadisch-US-amerikanischer Theosoph († 1919)
- 10. Januar: Friedrich Wilhelm Putzger, deutscher Pädagoge und Schulbuchautor († 1913)
- 11. Januar: Philipp Bertkau, deutscher Zoologe († 1894)
- 11. Januar: Alexandre Guillot, Schweizer evangelischer Geistlicher († 1930)
- 11. Januar: Oskar Lassar, deutscher Arzt († 1907)
- 11. Januar: Ignacio Pinazo, spanischer Maler († 1916)
- 11. Januar: Alexander Pomeranzew, russischer Architekt († 1918)
- 11. Januar: William J. Mills, US-amerikanischer Politiker († 1915)
- 12. Januar: Candelario Obeso, kolumbianischer Schriftsteller († 1884)
- 12. Januar: Murphy J. Foster, US-amerikanischer Politiker († 1921)
- 13. Januar: Alfhild Agrell, schwedische Schriftstellerin († 1923)
- 13. Januar: Erwin Bälz, deutscher Internist und Anthropologe († 1913)
- 16. Januar: Juhana Heikki Erkko, finnischer Schriftsteller († 1906)
- 18. Januar: Edmund Barton, australischer Politiker und Premierminister († 1920)
- 18. Januar: Antonio Cecchi, italienischer Entdecker († 1896)
- 18. Januar: Richard Pischel, deutscher Indologe († 1908)
- 21. Januar: Józef Szczepkowski, polnischer Opernsänger († 1909)

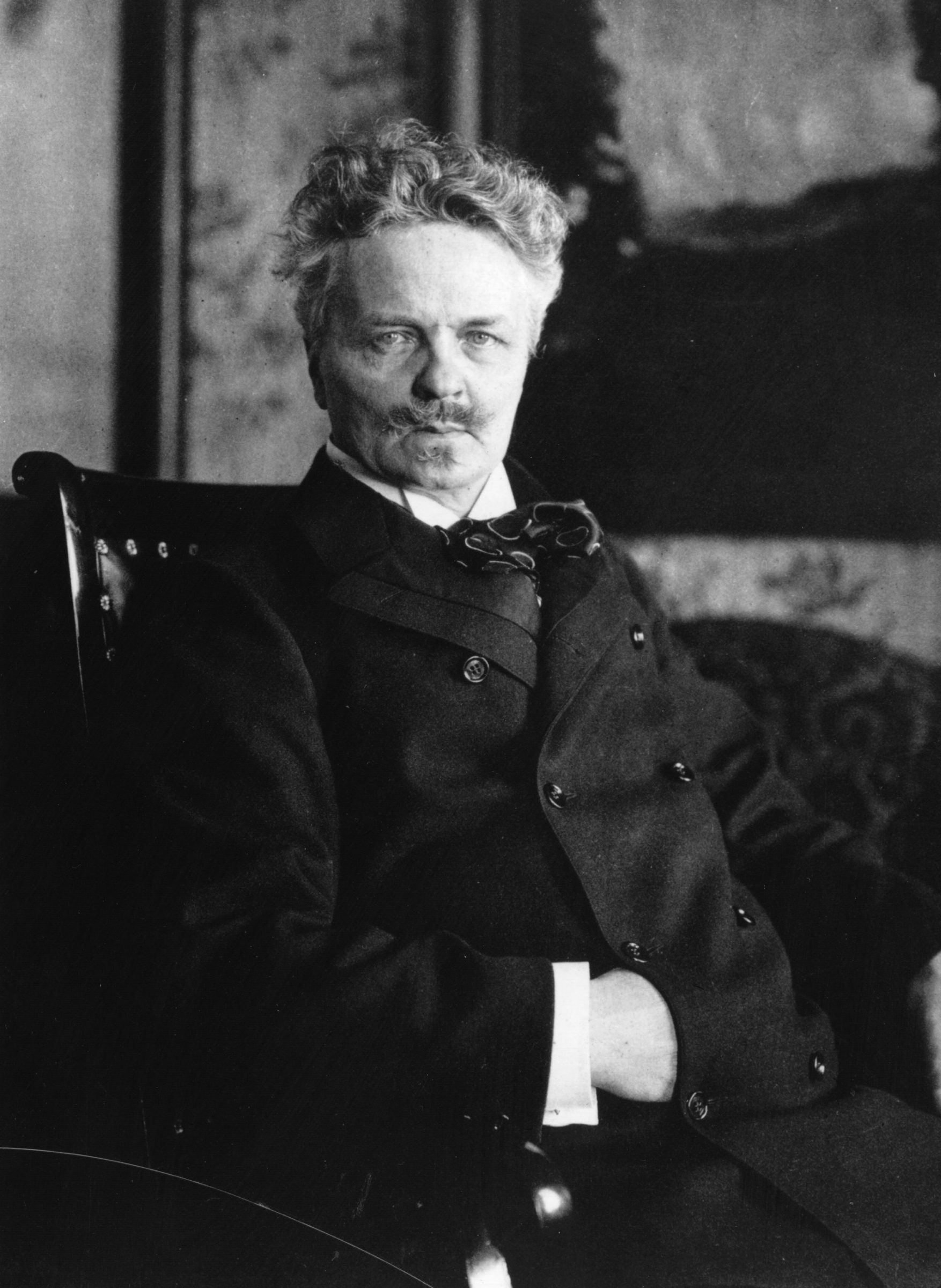
August Strindberg, um 1900

- 22. Januar: August Strindberg, schwedischer Schriftsteller und Dramatiker († 1912)
- 29. Januar: Newton Blanchard, US-amerikanischer Politiker († 1922)
- 30. Januar: Josef Anton Schobinger, Schweizer Politiker († 1911)
- 31. Januar: August Reinsdorf, deutscher Anarchist († 1885)
- 02. Februar: Pavol Országh Hviezdoslav, slowakischer Dichter († 1921)
- 03. Februar: Ilse Frapan, deutsche Schriftstellerin († 1908)
- 05. Februar: August Palm, schwedischer Sozialdemokrat und Agitator († 1922)
- 06. Februar: Hermine Villinger, deutsche Schriftstellerin († 1917)
- 07. Februar: Joseph Belli, deutscher Sozialdemokrat († 1927)
- 08. Februar: Aristide Cavallari, Patriarch von Venedig und Kardinal († 1914)
- 09. Februar: Giovanni Passannante, italienischer Anarchist († 1910)
- 13. Februar: Hauptmann von Köpenick, eigentlich Friedrich Wilhelm Voigt, deutsch-luxemburgischer Schuhmacher und Hochstapler († 1922)
- 13. Februar: Oskar Nast, Oberbürgermeister († 1907)
- 13. Februar: Randolph Churchill, britischer Politiker († 1895)
- 18. Februar: Alexander Lange Kielland, norwegischer Autor († 1906)
- 18. Februar: Jérôme-Eugène Coggia, französischer Astronom († 1919)
- 20. Februar: Iwan Geschow, bulgarischer Politiker und Ministerpräsident († 1924)
- 21. Februar: Édouard Gaston Deville, kanadischer Entdecker († 1924)
- 24. Februar: Franz Skarbina, deutscher Maler († 1910)
- 25. Februar: Erich Zweigert, deutscher Politiker († 1906)
- 26. Februar: Geneviève Halévy, französische Salonniere († 1926)
- 27. Februar: Václav Beneš Třebízský, tschechischer Schriftsteller und Priester († 1884)

### März/April
- 02. März: Anton Krettner, deutscher Komponist und Bürgermeister von Bad Tölz († 1899)
- 03. März: Leonhard Tietz, deutscher Kaufmann jüdischer Abstammung († 1914)
- 04. März: Ludwig Brackebusch, deutscher Geologe, Mineraloge, Paläontologe und Professor († 1906)
- 06. März: August Luchs, deutscher Altphilologe († 1938)
- 06. März: Georg Luger, österreichischer Waffentechniker († 1923)
- 07. März: Luther Burbank, US-amerikanischer Pflanzenzüchter († 1926)
- 17. März: Jacques Rutty, Schweizer Jurist und Politiker († 1927)
- 17. März: Carl Zaar, deutscher Architekt († 1924)
- 18. März: Theodor Auracher, deutscher Altphilologe und Fachautor († 1891)
- 18. März: Oskar Munzinger, Schweizer Jurist, Zeitungsredakteur und liberaler Politiker († 1932)
- 18. März: Wilhelm von Seldeneck, deutscher Unternehmer († 1925)
- 19. März: Alfred von Tirpitz, deutscher Großadmiral († 1930)
- 20. März: Henri Dallier, französischer Komponist und Organist († 1934)
- 20. März: Henry Petersen, dänischer Archäologe († 1896)
- 25. März: Ernest Martin, Schweizer evangelischer Geistlicher und Hochschullehrer († 1910)
- 25. März: Sahag II. Khabayan, Katholikos des Großen Hauses von Kilikien († 1939)

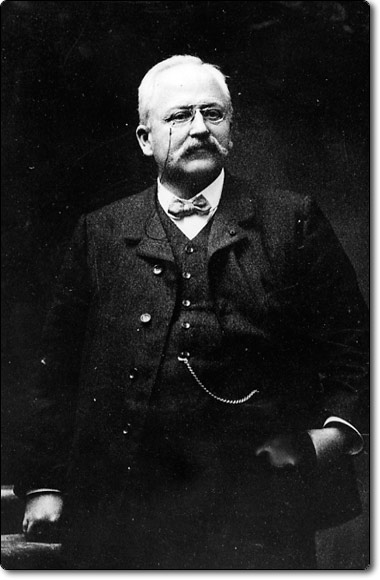
Armand Peugeot

- 26. März: Armand Peugeot, französischer Unternehmer († 1915)
- 27. März: Carlo Dossi, italienischer Schriftsteller und Diplomat († 1910)
- 28. März: James Darmesteter, französischer Orientalist († 1894)
- 30. März: Karl Armbrust, deutscher Organist und Komponist († 1896)
- 31. März: Ernst Assmann, deutscher Mediziner und Wissenschaftler († 1926)
- 03. April: Walter Guion, US-amerikanischer Jurist und Politiker († 1927)
- 06. April: John William Waterhouse, britischer Maler († 1917)
- 12. April: Albert Heim, Schweizer Geologe († 1937)
- 14. April: Sergei Iwanowitsch Mosin, russischer Waffenkonstrukteur († 1902)
- 16. April: Joseph Schröder, deutscher Theologieprofessor († 1903)
- 16. April: Antonio Spagnoli, Trentiner Bildhauer († 1932)
- 17. April: William R. Day, US-amerikanischer Politiker († 1923)
- 18. April: Adolf Slaby, deutscher Erfinder, erster Ordinarius für Elektrotechnik an der TH Berlin († 1913)
- 20. April: Ulrich Dürrenmatt, Journalist und Politiker († 1908)

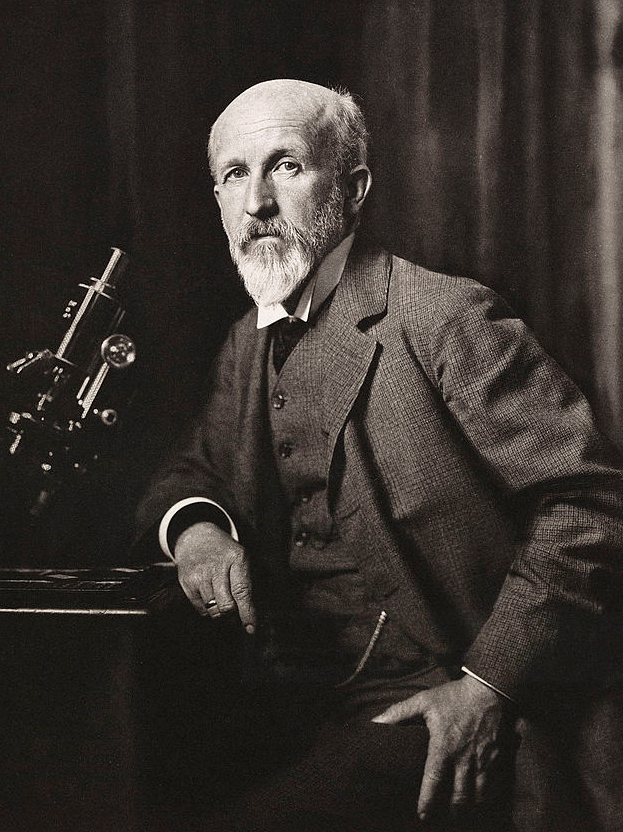
Oscar Hertwig, 1906

- 21. April: Oscar Hertwig, deutscher Zoologe († 1922)
- 23. April: Alexander Georg Aster, deutscher Architekt und Sachbuchautor († 1917)
- 24. April: Joseph Gallieni, französischer Marschall, Gouverneur von Madagaskar und Kriegsminister († 1916)
- 25. April: Haruthiun Abeljanz, Schweizer Chemiker († 1921)
- 25. April: Felix Klein, deutscher Mathematiker († 1925)
- 25. April: Joseph Zimmermann, Schweizer römisch-katholischer Geistlicher († 1921)

### Mai/Juni

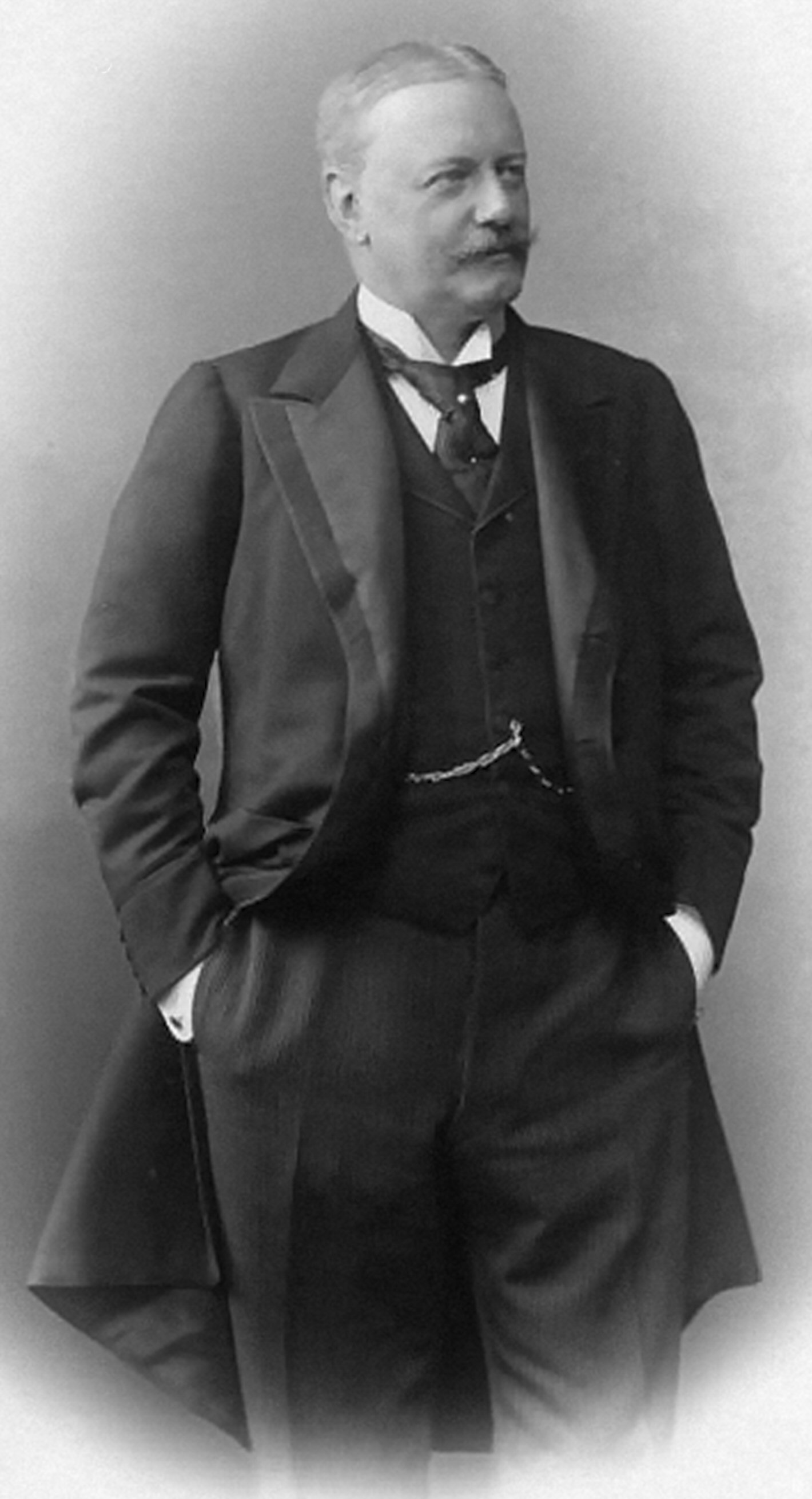
Bernhard von Bülow, 1895

- 03. Mai: Bernhard von Bülow, deutscher Staatsmann († 1929)
- 03. Mai: Bertha Benz, deutsche Automobilpionierin, Ehefrau von Carl Benz († 1944)
- 08. Mai: Ewald Haase, deutscher Feuerwehrmann, Politiker und Radsportfunktionär († 1930)
- 09. Mai: Friedrich Freudenthal, 'Heimatschriftsteller' in Niederdeutschland († 1929)
- 09. Mai: Theodor Leutwein, deutscher Gouverneur von Deutsch-Südwestafrika († 1921)
- 10. Mai: Ernst Müller, Schweizer evangelischer Geistlicher und Bühnenautor († 1927)
- 13. Mai: Joseph Blötzer, Schweizer Jesuit und Historiker († 1910)
- 17. Mai: Max Aronheim, deutscher Jurist und Unternehmer († 1905)
- 19. Mai: Adrien Lachenal, Schweizer Politiker († 1918)
- 20. Mai: Georg Bötticher, deutscher Grafiker und Schriftsteller († 1918)
- 22. Mai: Louis Perrier, Schweizer Politiker († 1913)
- 25. Mai: Tom Wiggins, US-amerikanischer Musiker und Komponist († 1908)
- 26. Mai: Albert Adamo, deutscher Maler († 1887)
- 26. Mai: Ernst Julius Remak, deutscher Neurologe († 1911)
- 26. Mai: Hubert von Herkomer, deutsch-britischer Maler, Bildhauer, Musiker und Schriftsteller († 1914)
- 29. Mai: Lorenz Adlon, deutscher Gastronom und Hotelier († 1921)
- 01. Juni: Gustav von Escherich, österreichischer Mathematiker († 1935)
- 03. Juni: Luis Bográn Barahona, Präsident von Honduras († 1895)
- 06. Juni: William T. Watson, US-amerikanischer Politiker († 1917)
- 07. Juni: Manuel Bonilla, General und Präsident von Honduras († 1913)
- 09. Juni: Michael Ancher, dänischer Maler († 1927)
- 09. Juni: Karl Tanera, deutscher Offizier und Schriftsteller († 1904)
- 10. Juni: Eduard Arnhold, deutscher Unternehmer, Kunstmäzen und Philanthrop († 1925)
- 12. Juni: Onofre Jarpa Labra, chilenischer Maler († 1940)
- 14. Juni: Hugo von Habermann, deutscher Maler († 1929)
- 17. Juni: Andrea Aiuti, Kardinal der katholischen Kirche († 1905)
- 29. Juni: Sergei Juljewitsch Witte, russischer Politiker († 1915)
- 29. Juni: John Hunn, US-amerikanischer Politiker († 1926)
- 30. Juni: William Joseph Deboe, US-amerikanischer Politiker († 1927)

### Juli/August
- 02. Juli: Marie Therese von Österreich-Este, letzte bayerische Königin († 1919)
- 03. Juli: Viktor von Grumbkow, preußischer Generalmajor († 1901)
- 08. Juli: Edward Marjoribanks, 2. Baron Tweedmouth, britischer Staatsmann († 1909)
- 10. Juli: John W. Griggs, US-amerikanischer Politiker († 1927)
- 12. Juli: William Osler, kanadischer Mediziner († 1919)
- 13. Juli: Ferdinand Brütt, deutscher Maler († 1936)
- 13. Juli: Hermann Helmer, deutscher Architekt († 1919)
- 16. Juli: Curt von Prittwitz und Gaffron, deutscher Admiral, Mitglied des preußischen Herrenhauses († 1922)
- 16. Juli: Theodor Barth, deutscher Politiker und Publizist († 1909)
- 18. Juli: Hugo Riemann, deutscher Musiktheoretiker, Musikhistoriker und Musikpädagoge († 1919)
- 19. Juli: François-Alphonse Aulard, französischer Historiker († 1928)
- 22. Juli: Emma Lazarus, US-amerikanische Dichterin († 1887)
- 23. Juli: Seth Bullock, US-amerikanischer Westernheld († 1919)
- 23. Juli: Géza Zichy, ungarischer Pianist und Komponist († 1924)
- 24. Juli: August Scherl, deutscher Großverleger († 1921)
- 29. Juli: Edward Theodore Compton, englischer Maler und Alpinist († 1921)
- 29. Juli: Franz Fischer, deutscher Dirigent und Cellist († 1918)
- 29. Juli: Félix Granet, französischer Politiker († 1936)
- 31. Juli: Johann Jakob Bösch, Schweizer Unternehmer und Politiker († 1912)
- 01. August: August Specht, deutscher Tiermaler († 1923)
- 03. August: William Gregory, US-amerikanischer Politiker († 1901)
- 09. August: Charles Nagel, US-amerikanischer Politiker und Jurist († 1940)
- 15. August: Max Jacob, deutscher Architekt († 1921)
- 15. August: Charles Labelle, kanadischer Komponist, Chorleiter, Dirigent und Musikpädagoge († 1903)
- 18. August: Benjamin Godard, französischer Komponist († 1895)
- 20. August: Joseph-Jean-Félix Aubert, französischer Maler († 1924)
- 23. August: William Ernest Henley, englischer Schriftsteller († 1903)
- 23. August: William S. West, US-amerikanischer Politiker († 1914)

### September/Oktober
- 01. September: Emil Zuckerkandl, österreichischer Mediziner († 1910)
- 08. September: Gustav Schreck, deutscher Musiklehrer, Komponist und Chorleiter († 1918)
- 09. September: Rienzi Melville Johnston, US-amerikanischer Journalist und Politiker († 1926)
- 12. September: Alfonso Carlos de Borbón, carlistischer Thronprätendent in Spanien und Frankreich († 1936)
- 16. September: Ferdinand von Lochow III., deutscher Landwirt und Pflanzenzüchter († 1924)
- 16. September: Ottilie Schwahn, deutsche Erzählerin († 1918)
- 19. September: Friedrich Seifriz, österreichischer Gutsbesitzer und Politiker († 1912)
- 22. September: Alexander Forrest, australischer Entdecker († 1901)
- 22. September: Anton von Kersting, deutscher Militär († 1922)
- 23. September: Hugo von Seeliger, deutscher Astronom († 1924)
- 24. September: James Black, US-amerikanischer Politiker († 1938)
- 26. September: Iwan Pawlow, russischer Mediziner und Nobelpreisträger († 1936)
- 27. September: Cosme San Martín, chilenischer Maler († 1906)
- 29. September: Franz von Assisi Ludwig Prinz von Arenberg, deutscher Diplomat und Politiker († 1907)
- 29. September: Edwin Doak Mead, US-amerikanischer Autor, Herausgeber und Pazifist († 1937)
- 30. September: Adolf Kaegi, Schweizer Indologe, Sprachwissenschaftler und Gräzist († 1923)
- 000September: Cesare Dall’Olio, italienischer Komponist und Musikpädagoge († 1906)
- 01. Oktober: Anne Charlotte Leffler, schwedische Schriftstellerin († 1892)
- 05. Oktober: Wilhelm Blos, Journalist, Staatspräsident von Württemberg († 1927)

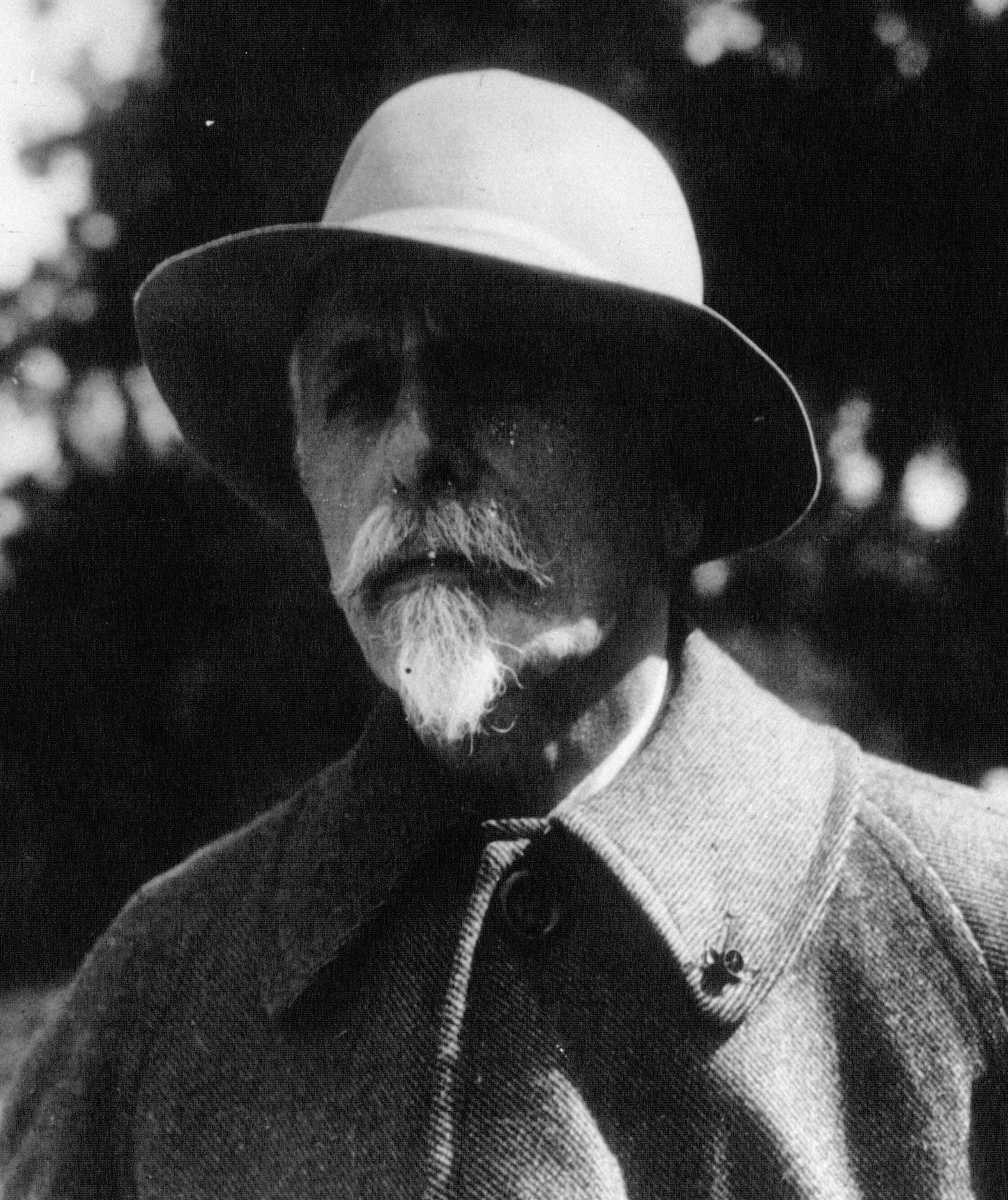
Basil Zaharoff, 1928

- 06. Oktober: Basil Zaharoff, britischer Waffenhändler und Spielbankbesitzer († 1936)
- 06. Oktober: Ludwig Purtscheller, österreichischer Bergsteiger, Lehrer († 1900)
- 09. Oktober: Gustav Lilienthal, deutscher Baumeister und Sozialreformer († 1933)
- 11. Oktober: Carl Wolff, rumänischer Volkswirtschaftler, Journalist und Politiker († 1929)
- 11. Oktober: William Knox D’Arcy, britischer Unternehmer († 1917)
- 12. Oktober: Robert Müser, Sohn und Nachfolger des „Kohlendoktors“ Friedrich Wilhelm Müser († 1927)
- 16. Oktober: Samuel Train Dutton, US-amerikanischer Pädagoge und Friedensaktivist († 1919)
- 16. Oktober: Arnold Krug, deutscher Komponist († 1904)
- 16. Oktober: Alfred von Wierusz-Kowalski, polnischer Maler († 1915)
- 17. Oktober: Martin Binder, deutscher Orgelbauer († 1904)
- 21. Oktober: Gustav Adolf Arndt, deutscher Jurist und Hochschullehrer († 1926)
- 26. Oktober: Heinrich Bulthaupt, deutscher Autor († 1905)
- 26. Oktober: Ferdinand Georg Frobenius, deutscher Mathematiker († 1917)
- 30. Oktober: Georg Kaibel, deutscher Altphilologe († 1901)
- 30. Oktober: Arthur Lossow, deutscher Textilunternehmer († 1943)
- 30. Oktober: Takaki Kanehiro, japanischer Marinearzt († 1920)

### November/Dezember
- 01. November: William Merritt Chase, US-amerikanischer Maler († 1916)
- 02. November: Johannes Benjamin Brennecke, deutscher Geheimer Sanitätsrat und Arzt († 1931)
- 03. November: Georg Goetz, deutscher Altphilologe († 1932)
- 04. November: Max Kienitz, deutscher Forstmeister, Forstwissenschaftler und Naturschützer († 1931)
- 04. November: James Orman, US-amerikanischer Politiker († 1919)
- 07. November: Ernesto Rodolfo Hintze Ribeiro, portugiesischer Politiker († 1907)
- 10. November: József Hampel, ungarischer Archäologe und Museumskurator († 1913)
- 12. November: Ernst Sandberg, deutscher Mediziner († 1917)
- 14. November: Oskar Kopka von Lossow, preußischer Generalleutnant und Militärschriftsteller († 1916)
- 15. November: Fritz Rieter-Bodmer, Schweizer Kaufmann († 1896)
- 19. November: James Mason, irisch-US-amerikanischer Schachspieler († 1905)
- 21. November: Hermann Möckel, deutscher Seminaroberlehrer, Stadtverordnetenvorsteher, Vereins- und Verbandsfunktionär († 1920)
- 21. November: Paul Rée, deutscher Philosoph, Empirist († 1901)
- 22. November: Fritz Mauthner, deutscher Philosoph und Schriftsteller († 1923)
- 24. November: Frances Hodgson Burnett, britische Autorin († 1924)
- 24. November: Benedikt Niese, deutscher klassischer Philologe und Althistoriker († 1910)
- 29. November: Edward Bibbins Aveling, englischer Zoologe († 1898)
- 29. November: John Ambrose Fleming, britischer Elektroingenieur und Physiker († 1945)
- 29. November: Horace Lamb, britischer Mathematiker und Physiker († 1934)
- 04. Dezember: Ernesto Köhler, italienischer Flötist und Komponist († 1907)
- 05. Dezember: Helene Adler, deutsche Schriftstellerin († 1923)
- 06. Dezember: August von Mackensen, deutscher Generalfeldmarschall († 1945)
- 06. Dezember: Charles Spalding Thomas, US-amerikanischer Politiker († 1934)
- 07. Dezember: Max Emanuel, bayrischer Herzog († 1893)
- 07. Dezember: Pierre-Paulin Andrieu, französischer Kardinal der römisch-katholischen Kirche († 1935)
- 10. Dezember: Prosper Mathieu Henry, französischer Optiker und Astronom († 1903)
- 11. Dezember: Ellen Key, schwedische Reformpädagogin und Schriftstellerin († 1926)
- 13. Dezember: Otto Lenel, deutscher Rechtshistoriker († 1935)
- 15. Dezember: Elena Sanz, spanische Opernsängerin (Alt) († 1898)
- 19. Dezember: Henry Clay Frick, US-amerikanischer Industrieller († 1919)
- 20. Dezember: John W. Kern, US-amerikanischer Politiker († 1917)
- 22. Dezember: Christian Rohlfs, deutscher Maler des Expressionismus († 1938)
- 23. Dezember: Stine Andresen, deutsche Schriftstellerin († 1927)
- 25. Dezember: Nogi Maresuke, japanischer General († 1912)
- 28. Dezember: Herbert von Bismarck, Sohn von Otto von Bismarck († 1904)
- 29. Dezember: Otto Stoll, Schweizer Geograph und Ethnologe († 1922)

### Genaues Geburtsdatum unbekannt
- Muhammad Abduh, islamische Reformer († 1905)
- Josep Amargós i Samaranch, spanischer Architekt († 1918)
- Aurel Eisenkolb, rumäniendeutscher Komponist († 1918)
- Wenzel Josef Heller, böhmischer Komponist, Kirchenmusiker, Militärkapellmeister und Chorleiter († 1914)
- Franciszek Słomkowski, polnischer Geiger, Dirigent, Musikpädagoge und Komponist († 1924)
- Louis Tiercelin, französischer Schriftsteller († 1915)

## Gestorben

### Januar bis April
- 01. Januar: Georg Reinbeck, deutscher Schriftsteller, Germanist und Pädagoge (* 1766)
- 04. Januar: Franz Xaver Gabelsberger, Erfinder der heute gebräuchlichen Deutschen Einheitskurzschrift (* 1789)
- 06. Januar: Johann Caspar von Orelli, Schweizer klassischer Philologe (* 1787)
- 09. Januar: Jan Kops, niederländischer reformierter Theologe und Agrarwissenschaftler (* 1765)
- 11. Januar: Ray Greene, US-amerikanischer Politiker (* 1765)
- 12. Januar: James Thomson, britischer Mathematiker (* 1789)
- 13. Januar: Francisco Ramón Vicuña Larraín, chilenischer Präsident (* 1775)
- 25. Januar: Elias Parish Alvars, englischer Harfenist und Komponist (* 1808)
- 26. Januar: Thomas Lovell Beddoes, englischer Dichter (* 1803)
- 27. Januar: Julius August Ludwig Wegscheider, protestantischer Theologe (* 1771)
- 28. Januar: Rudolf Burnitz, deutscher Architekt (* 1788)
- 28. Januar: David L. Morril, US-amerikanischer Politiker (* 1772)
- 02. Februar: Mullah Husayn, erster Buchstabe des Lebendigen (* 1813)
- 02. Februar: Benjamin W. Leigh, US-amerikanischer Politiker (* 1781)
- 15. Februar: Pierre-François Verhulst, belgischer Mathematiker (* 1804)
- 24. Februar: Joseph Adamy, nassauischer Grubenbesitzer und Politiker (* 1778)
- 26. Februar: Mariano Rivera Paz, Präsident von Guatemala (* 1804)
- 03. März: Benedict Arnold, US-amerikanischer Politiker (* 1780)
- 03. März: Johann Heinssen, deutscher Orgelbauer (* 1797)
- 12. März: Maria Christina von Neapel-Sizilien, Königin von Sardinien-Piemont (* 1779)
- 13. März: Alessandro Sanquirico, italienischer Maler, Szenograf, Architekt und Dekorateur (* 1777)
- 14. März: Old Bill Williams, US-amerikanischer Mountain Man und Pionier (* 1787)
- 17. März: Wilhelm II., König der Niederlande und Großherzog von Luxemburg (* 1792)
- 20. März: José Bernardo Escobar, Präsident von Guatemala (* 1797)
- 24. März: Johann Wolfgang Döbereiner, deutscher Chemiker (* 1780)
- 03. April: Juliusz Słowacki, polnischer Dichter (* 1809)
- 04. April: August von Hartmann, württembergischer Beamter und Hochschullehrer (* 1764)
- 07. April: Josef Franz von Sales Johann Baptist Karl Nikolaus von Flüe Amrhyn, Schweizer Bundeskanzler (* 1800)
- 07. April: Friedrich Wilhelm Rettberg, deutscher evangelischer Theologe, Philosoph und Kirchenhistoriker (* 1805)
- 13. April: Théophile Marion Dumersan, französischer Bühnenautor, Lyriker, Librettist und Numismatiker (* 1780)
- 15. April: Thomas Carr, US-amerikanischer Musikverleger, Komponist und Organist (* 1780)
- 18. April: Carlo Rossi, italienisch-russischer Architekt (* 1775)
- 27. April: William B. Cooper, US-amerikanischer Politiker (* 1771)
- 28. April: René Primevère Lesson, französischer Arzt und Naturforscher (* 1794)

### Mai bis August

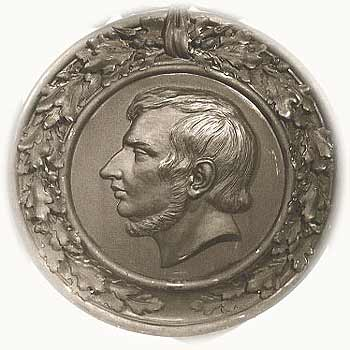
Medaillon mit dem Bildnis von Max Schneckenburger

- 03. Mai: Max Schneckenburger, deutscher Autor (* 1819)
- 05. Mai: Ferdinand von Maltzan, deutscher Rittergutsbesitzer und mecklenburgischer Erblandmarschall von Wenden; hob 1816 als erster in Mecklenburg die Leibeigenschaft auf seinen Gütern auf (* 1778)
- 07. Mai: Gutle Rothschild, Ehefrau des Bankiers Mayer Amschel Rothschild (* 1753)
- 09. Mai: Wilhelm Adolph Haußner, Arzt und Stadtverordneter in Pirna (* 1819)
- 10. Mai: Katsushika Hokusai, japanischer Vertreter des Ukiyo-e (* 1760)
- 11. Mai: Otto Nicolai, deutscher Komponist (* 1810)
- 11. Mai: Stephan Ludwig Roth, siebenbürgisch-sächsischer Schriftsteller, Schulreformer und Politiker (* 1796)
- 12. Mai: Laurenz Lersch, deutscher Altphilologe (* 1811)
- 18. Mai: Samuel Amsler, Schweizer Kupferstecher (* 1791)
- 19. Mai: Theodor Heinsius, deutscher Sprachforscher und Lexikograf (* 1770)
- 20. Mai: Michael Traugott Pfeiffer, deutsch-schweizerischer Musikpädagoge (* 1771)

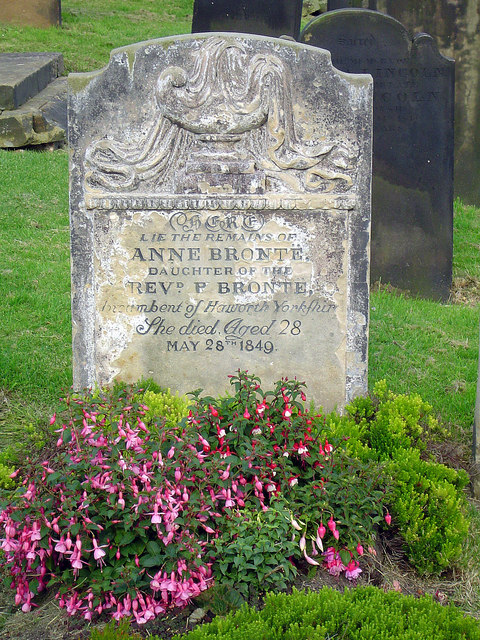
Anne Brontës Grab in Scarborough

- 28. Mai: Anne Brontë, englische Schriftstellerin (* 1820)

- 01. Juni: Maria Elisabeth in Bayern, Fürstin von Wagram und Herzogin von Neuchâtel (* 1784)
- 10. Juni: Alois von Beckh-Widmanstätten, österreichischer Drucker (* 1754)
- 10. Juni: Thomas Robert Bugeaud, französischer General und Marschall von Frankreich (* 1784)
- 11. Juni: Wilhelm Caspar Joseph Höffgen, deutscher Orgelbauer (* 1773)
- 12. Juni: Angelica Catalani, italienische Opernsängerin (* 1780)
- 13. Juni: Colomba Antonietti, italienische Patriotin (* 1826)
- 15. Juni: James K. Polk, US-amerikanischer Präsident (* 1795)
- 24. Juni: Wilhelm Ludwig Viktor Henckel von Donnersmarck, preußischer General (* 1775)
- 26. Juni: Joseph Anton Dreher, deutscher Orgelbauer (* 1794)
- 26. Juni: Johann Georg Florschütz, deutscher evangelischer Geistlicher (* 1779)
- 28. Juni: Maximilien Joseph Moll, deutscher Uhrmacher und Revolutionär, gefallen bei Rothenfels an der Murg (* 1813 in Köln)

- 02. Juli: Áron Gábor, Artillerieoffizier in der ungarischen Revolution von 1848/1849 (* 1814)
- 17. Juli: Alojz Ipavec, slowenischer Komponist (* 1815)
- 18. Juli: Jonathan Bätz, niederländischer Orgelbauer (* 1787)
- 27. Juli: Charlotte Elisabeth Sophie Louise Wilhelmine von Ahlefeld, deutsche Schriftstellerin (* 1777)
- 28. Juli: Karl Albert I., König von Sardinien-Piemont und Herzog von Savoyen (* 1798)
- 28. Juli: Gabriel Jean Joseph Molitor, französischer General, Marschall von Frankreich (* 1770)
- 31. Juli: Johann Maximilian Dortu, deutscher Revolutionär (* 1826)
- 31. Juli: Sándor Petőfi, ungarischer Nationaldichter (* 1823)

- 02. August: Muhammad Ali Pascha, Gouverneur der osmanischen Provinz Ägypten (* um 1770)
- 07. August: Ernst Elsenhans, Stuttgarter Journalist und Revolutionär (* 1815)
- 09. August: Friedrich Neff, badischer Jurist, Philosoph und Revolutionär (* 1821)
- 11. August: Gustav Nikolaus Tiedemann, Badischer Leutnant und Revolutionär (* 1808)
- 11. August: Konrad Heilig, Badischer Unteroffizier und Revolutionär (* 1817)
- 12. August: Albert Gallatin, US-amerikanischer Politiker und Diplomat (* 1761)
- 14. August: Wilhelm Adolph von Trützschler, Thüringer Jurist, Teilnehmer der Revolution in Baden (* 1818)
- 16. August: Karl Höfer, Odenwälder Lehrer, Hauptmann und Teilnehmer der Revolution in Baden (* 1819)
- 21. August: Casimir Conradi, deutscher Pfarrer und Schriftsteller (* 1784)
- 21. August: Gebhard Kromer, badischer Soldat und Revolutionär (* 1821)
- 22. August: Joseph von Thoma, deutscher Forstbeamter (* 1767)
- 26. August: Marianna Clara Auernhammer, österreichische Sängerin, Pianistin und Komponistin (* 1786)
- 26. August: Jacques Féréol Mazas, französischer Violinist und Violinpädagoge (* 1782)
- 26. August: Karl Gottfried Nadler, deutscher Jurist und Pfälzer Mundartdichter (* 1809)

### September bis Dezember
- 01. September: Pawel Wassiljewitsch Tschitschagow, russischer Admiral (* 1767)
- 03. September: Ernst von Feuchtersleben, österreichischer Popularphilosoph, Arzt, Lyriker und Essayist (* 1806)
- 04. September: Karl Ferdinand Becker, deutscher Arzt, Naturwissenschaftler, Pädagoge und Sprachforscher (* 1775)
- 07. September: Mariano Paredes y Arrillaga, mexikanischer Militär und interimistischer Präsident von Mexiko (* 1797)
- 07. September: Johann Karl Heinrich von Zobel, deutscher lutherischer Theologe und Ehrenbürger von Borna (* 1773)
- 13. September: Jean-Louis Duby, Schweizer evangelischer Geistlicher und Hochschullehrer (* 1764)
- 25. September: Nikitas Stamatelopoulos, griechischer Freiheitskämpfer (* 1781)
- 25. September: Johann Strauss, österreichischer Komponist (* 1804)
- 30. September: Silas H. Jennison, US-amerikanischer Politiker (* 1791)

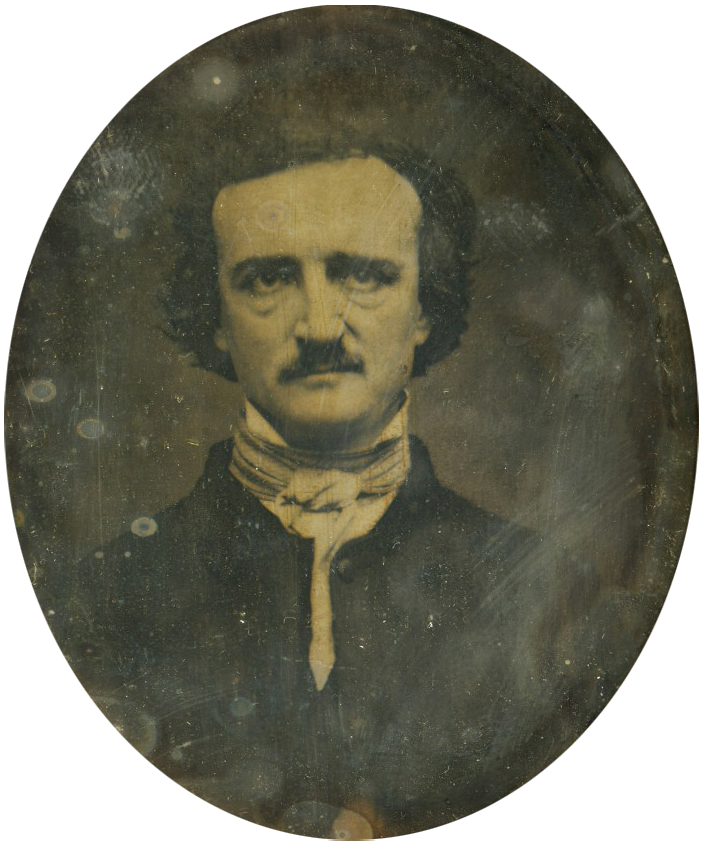
Edgar Allan Poe, 1848

- 07. Oktober: Edgar Allan Poe, US-amerikanischer Schriftsteller (* 1809)
- 09. Oktober: William Townsend Aiton, englischer botanischer Gärtner (* 1766)
- 11. Oktober: Valentin Streuber, badischer Revolutionär (* 1798)
- 13. Oktober: Pietro Anderloni, italienischer Kupferstecher (* 1784)

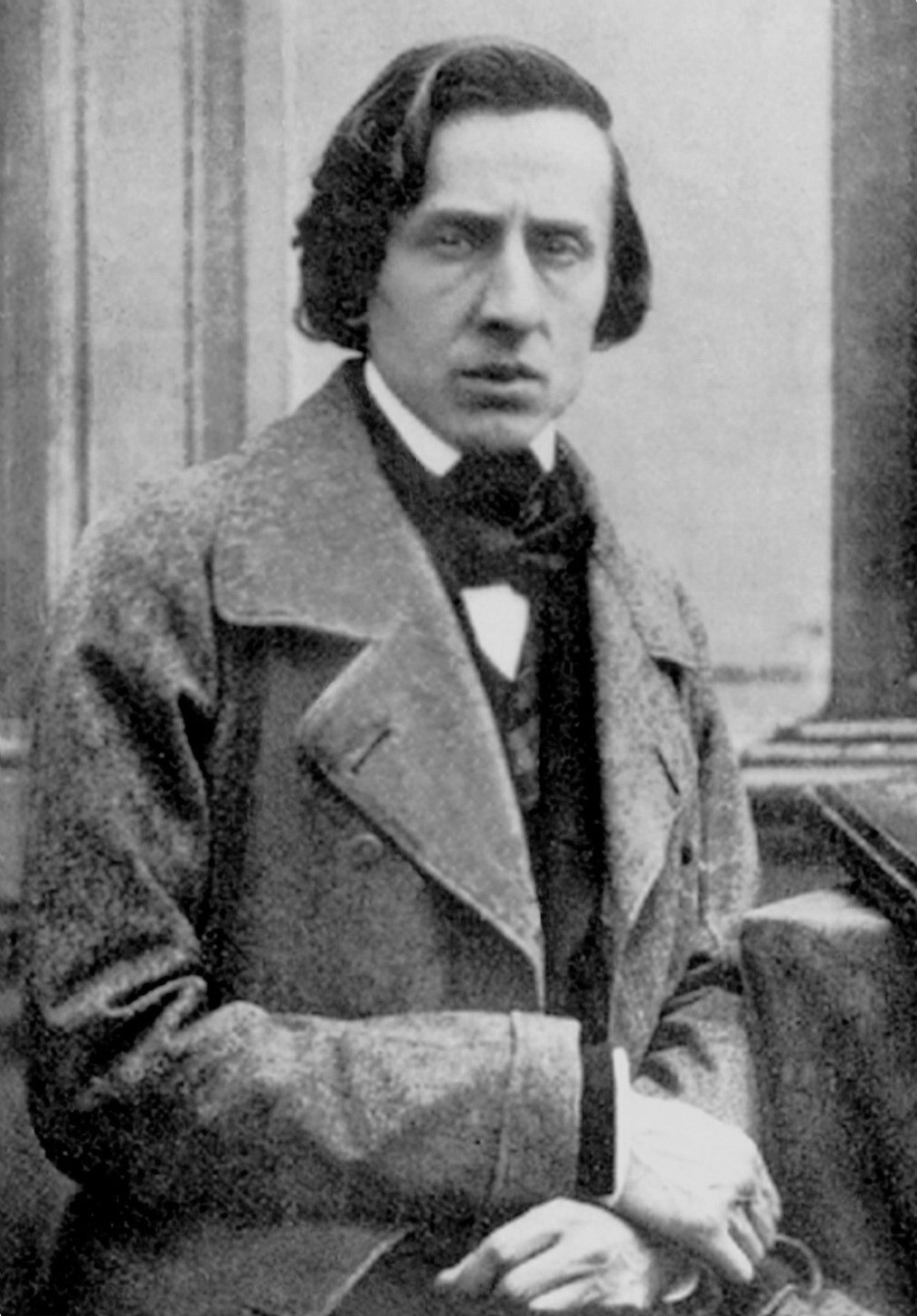
Frédéric Chopin, 1849

- 17. Oktober: Frédéric Chopin, polnischer Komponist (* 1810)
- 18. Oktober: Christian Märklin, evangelischer Theologe (* 1807)
- 22. Oktober: Gottlob König, deutscher Forstwissenschaftler (* 1779)
- 23. Oktober: Franz Brunsvik, ungarischer Adliger, Violoncellist und Theaterunternehmer (* 1777)
- 24. Oktober: José da Gama Carneiro e Sousa, portugiesischer Militär und Politiker (* 1788)
- 01. November: Peter Alois Gratz, katholischer Bibelwissenschaftler (* 1769)
- 03. November: Karl Albert von Kamptz, Jurist und preußischer Staats- und Justizminister (* 1769)
- 04. November: George Anson, britischer Politiker (* 1769)
- 07. November: Christian von Rother, preußischer Politiker (* 1778)
- 12. November: Johann Georg Gröber, österreichischer Orgelbauer (* 1775)
- 13. November: William Etty, britischer Maler der Romantik (* 1787)
- 14. November: Carl Adams, deutscher Mathematiker und Lehrer (* 1811)
- 21. November: François-Marius Granet, französischer Maler (* 1775)
- 25. November: Juan Arolas, spanischer Dichter (* 1805)
- 26. November: Julius Eduard Hitzig, deutscher Schriftsteller und Kammergerichtsrat (* 1780)
- 26. November: Lodovico Pavoni, Seliger, italienischer Priester und Ordensgründer (* 1827)
- 27. November: Te Rauparaha, Stammesführer der Māori in Neuseeland (* um 1760)
- 02. Dezember: Adelheid von Sachsen-Meiningen, englische Königsgemahlin und Namensgeberin für die Stadt Adelaide (* 1792)
- 02. Dezember: Isaak Löw Hofmann, österreichischer Kaufmann (* 1759)
- 08. Dezember: Bernhard Dräsecke, evangelischer Theologe, Generalsuperintendent und Bischof (* 1774)
- 12. Dezember: Marc Isambard Brunel, britischer Ingenieur, Architekt und Erfinder (* 1769)
- 13. Dezember: Johann Centurius von Hoffmannsegg, deutscher Botaniker, Entomologe und Ornithologe (* 1766)
- 14. Dezember: Conradin Kreutzer, deutscher Komponist (* 1780)
- 21. Dezember: Johann Gottlieb Freiherr von Süßkind, Bankier und Großgrundbesitzer, reichster Mann Schwabens seit dem Dreißigjährigen Krieg (* 1767)
- 25. Dezember: Ernst Konstantin, paragierter Landgraf von Hessen-Philippsthal (* 1771)
- 27. Dezember: Jacques-Laurent Agasse, Schweizer Tier- und Landschaftsmaler (* 1767)
- 29. Dezember: Dionisio Aguado, spanischer Gitarrist und Komponist (* 1784)
- 31. Dezember: Carl Borromäus Egger, deutscher römisch-katholischer Geistlicher und Politiker (* 1772)

### Genaues Todesdatum unbekannt
- Emil Reiniger, deutscher Arzt, Dichter und Mitgründer der ersten Volksbücherei Deutschlands (* 1792)